# Акинькино (Московская область)
Акинькино — деревня в городском округе Шаховская Московской области России.

## Население
| 1852 | 1859 | 1926 | 2002 | 2006 | 2010 |
| ---- | ---- | ---- | ---- | ---- | ---- |
| 366  | ↘318 | ↗359 | ↘23  | ↘16  | ↗17  |

По данным Всероссийской переписи 2010 года численность постоянного населения составила 17 человек (8 мужчин, 9 женщин).

## География
Расположена на автодороге Р90, в северной части района, примерно в 9 км к северу от районного центра — посёлка городского типа Шаховская. В деревне одна улица — Полевая, зарегистрировано два садоводческих товарищества. Чуть юго-западнее — исток реки Рехты (бассейн Иваньковского водохранилища). Соседние населённые пункты — деревни Елизарово, Коросткино, Гордино и Ровни. Автобусное сообщение с городом Тверью, пгт Шаховская и Лотошино.

## Исторические сведения
В 1768 году деревня Аникиева (Акинкина) относилась к Хованскому стану Волоколамского уезда Московской губернии и была частью совместного владения князя Ивана Ивановича Лобанова-Ростовского и вдовы, графини Фетиньи Яковлевны Шереметевой. В деревне было 30 дворов и 67 душ.
В середине XIX века деревня Акимкино относилась ко 2-му стану Волоколамского уезда и принадлежала князю Михаилу Николаевичу Голицыну. В деревне было 52 двора, крестьян 191 душа мужского пола и 175 душ женского.
В «Списке населённых мест» 1862 года Акинькино — владельческая деревня 1-го стана Волоколамского уезда Московской губернии по правую сторону Московского тракта, шедшего от границы Зубцовского уезда на город Волоколамск, в 28 верстах от уездного города, при пруде, с 47 дворами и 318 жителями (162 мужчины, 156 женщин).
По данным на 1890 год входила в состав Плосковской волости, число душ мужского пола составляло 163 человека.
В 1913 году — 65 дворов.
По материалам Всесоюзной переписи населения 1926 года — центр Акинкинского сельсовета Судисловской волости, проживало 359 человек (159 мужчин, 200 женщин), насчитывалось 77 хозяйств (76 крестьянских), имелась школа.
С 1929 года — населённый пункт в составе Шаховского района Московской области.
1994—2006 гг. — деревня Раменского сельского округа.
2006—2015 гг. — деревня сельского поселения Раменское.
2015 — н. в. — деревня городского округа Шаховская.